# Georges Pisani
Georges Pisani (16 de abril de 1918-17 de marzo de 2008) fue un deportista francés que compitió en vela en la clase Star. Ganó una medalla de oro en el Campeonato Europeo de Star de 1960.

## Palmarés internacional
| Campeonato Europeo | Campeonato Europeo | Campeonato Europeo | Campeonato Europeo |
| Año                | Lugar              | Medalla            | Clase              |
| ------------------ | ------------------ | ------------------ | ------------------ |
| 1960               | Bendor (Francia)   | Medalla de oro     | Star               |